# Volodimir Volodimirovics Klicsko
Volodimir Volodimirovics Klicsko (ukránul: Володимир Володимирович Кличко, az elterjedten használt oroszos névváltozattal Vlagyimir Vlagyimirovics Klicsko [Владимир Владимирович Кличко] ; Szemipalatyinszk, 1976. március 25. –) ukrán nehézsúlyú profi ökölvívó. Beceneve: Acélkalapács. Profi ökölvívóként előbb a WBO, majd az IBF/IBO/WBO/WBA egyesített nehézsúlyú világbajnoka volt.
A Szovjetunióban, a mai Kazahsztán területén született Szemipalatyinszk (kazakul Szemej) városában, ahol ukrán származású édesapja katonaként szolgált. Bátyja, Vitalij szintén egykori nehézsúlyú világbajnok (WBO, WBC/RING, WBC) volt. Anyjuknak megígérték, hogy egymás ellen soha nem fognak mérkőzést vívni.

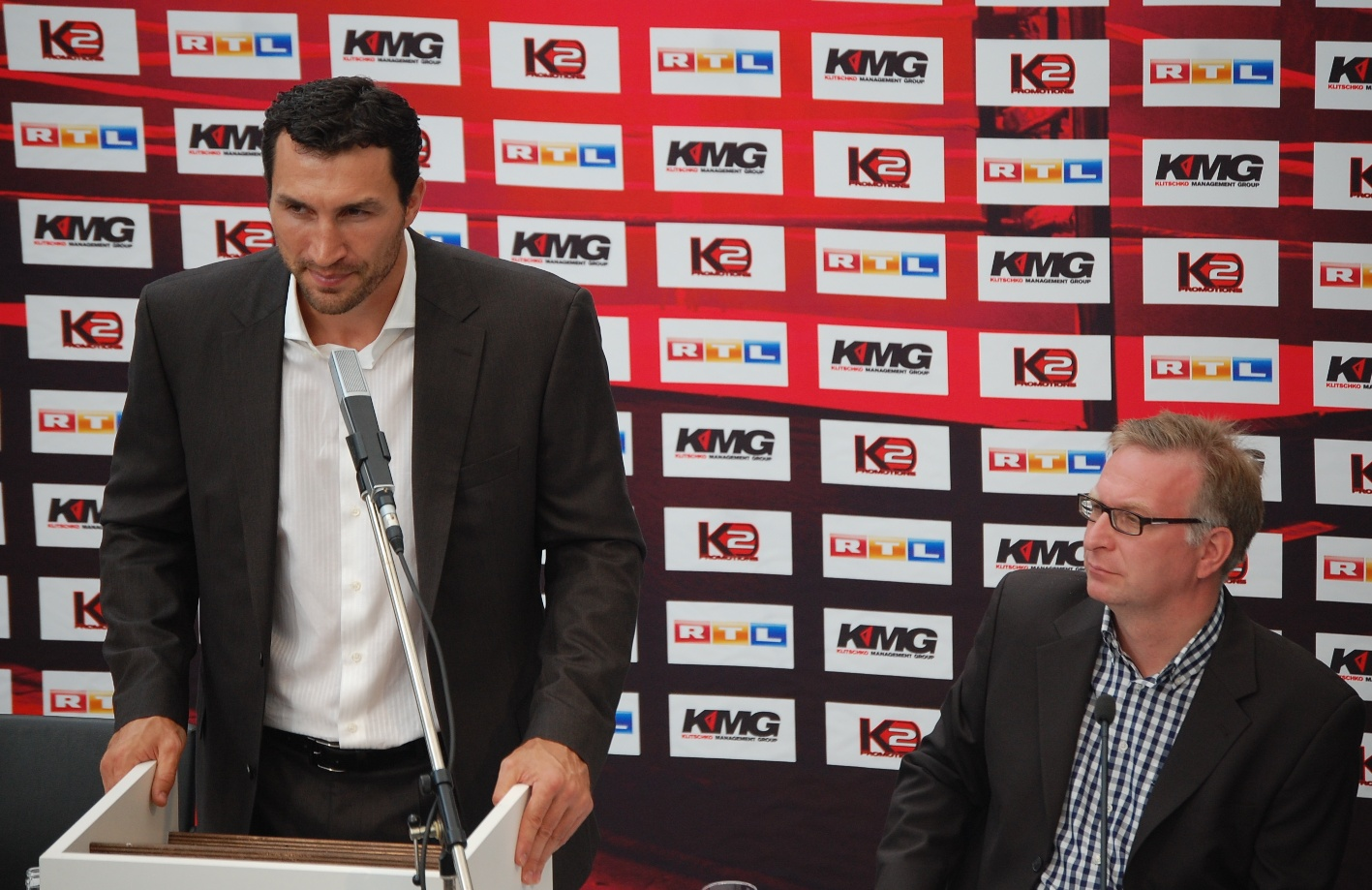

Jelenleg az Amerikai Egyesült Államokban, Beverly Hillsben él.

## Amatőr múlt
- 1993-ban junior Európa-bajnok nehézsúlyban.
- 1994-ben ezüstérmes a junior világbajnokságon nehézsúlyban.
- 1995-ben aranyérmes a katonai világbajnokságon nehézsúlyban.
- 1996-ban ezüstérmes az Európa-bajnokságon szupernehézsúlyban. A döntőben az orosz Alekszej Lezintől szenvedett vereséget.
- 1996-ban olimpiai bajnok szupernehézsúlyban. A nyolcaddöntőben az amerikai Lawrence Clay-Bey-t, a negyeddöntőben a svéd Attila Levint, az elődöntőben az orosz Alekszej Lezint, a döntőben a tongai Paea Wolfgrammot győzte le.

## Profi karrier
Az atlantai olimpia után megkezdte profi pályafutását: előbb a hamburgi Universum Box Promotion színeiben – ott Fritz Sdunek volt az edzője -, 2004-től pedig a bátyjával, valamint a korábban szintén az Universum alkalmazásában álló Tom Loeflerrel indított, saját promóciós irodájuk, a K2 Promotions égisze alatt lépett szorítóba. Attól fogva már nem a német mesterdző, hanem a szintén kiváló amerikai szakember, Emmanuel Stewart készítte fel őt a mérkőzésekre.
2000. október 14-én az amerikai Chris Byrd legyőzésével a WBO nehézsúlyú világbajnoka lett. Címét öt alkalommal védte meg, de 2003. március 8-án, a dél-afrikai Corrie Sanders ellen elvesztette azt. A már Amerikába költözött Klicsko 2004. április 10-én ismét megkűzdhetett az akkor megüresedett WBO világbajnoki címéért, de nem tudott élni a lehetőséggel, mivel ellenfele, az amerikai Lamon Brewster TKO-győzelmet aratott felette.
A Brewster elleni vereség óta Klicsko komoly győzelmi sorozaton van túl. Nemcsak három öklözőt – a kubai Eliseo Castillót, a nigériai Samuel Petert és az amerikai DaVarryl Williamsont – győzött le, hanem világbajnoki címet is szerzett Chris Byrd ellen, akit – első találkozójuktól eltérően – kiütéssel győzött le. Wladimir ezzel a győzelemmel elhódította Bryrd-től a IBF világbajnoki címét, emellett a IBO betöltetlen övét is megszerezte. Még ugyanebben az évben, november 11-én, az addig veretlen amerikai Calvin Brockot is legyőzte, akit New Yorkban a 7. menetben állított meg címei elhódításában.
- A 2007-es évben kétszer védte meg világbajnoki címeit: előbb március 10-én, Mannheimban aratott 2. menetes KO-győzelmet az amerikai Ray Austin felett, majd július 7-én Kölnben visszavágott Lamon Brewsternek, aki a 6. menet utáni szünetben feladta a reménytelenné váló küzdelmet.
- 2008. február 23-án New Yorkban, a Madison Square Gardenben rendezett címegyesítő mérkőzésen egyhangú pontozással legyőzte a WBO bajnok Szultan Ibragimovot, majd július 12-én a 11. menetben ütötte ki a 8 éve veretlen amerikai Tony Thompsont és ezzel megvédte egyesített (WBO/IBF/IBO) címeit. December 13-án a volt világbajnok amerikai Hasim Rahmannal nézett farkasszemet Mannhaimban, akit a 7. menetben TKO-val győzött le.
- 2009. június 20-án gelsenkircheni Schalke 04 focicsapat stadionjában több, mint 60 ezer néző előtt győzte le az addig veretlen WBA-bajnok Ruslan Chagayevet, így címvédése mellett a The Ring Magazine övét is magáénak tudhatta.
- 2011. július 2-án, Hamburgban, a Hamburger SV focicsapat stadionjában, 45 ezer néző előtt legyőzte a brit David Hayet, így egyesített címei mellé elhódította a Bokszvilágszövetség nehézsúlyú világbajnoki övét is. Ekkor fordult elő legelőször a profi ökölvívás történelme során, hogy mind a négy nagy szervezet (WBO/WBA/WBC/IBF) világbajnoki címét egyidőben egy testvérpár uralja.
- 2015. november 28-án pontozásos vereséget szenvedett a brit Tyson Furytól, így elveszítette egyesített bajnoki címeit, valamint több, mint 10 évig tartó veretlenségét.
- Utolsó mérkőzését 2017. április 29-én vívta Londonban, ahol kiütéses vereséget szenvedett a brit Anthony Joshuától.[5][6]

## Profi eredményei
69 mérkőzéséből 64-et nyert meg (ebből 53-at idő előtt), ötöt elveszített.
Pályafutása során négyszer volt interkontinentális bajnok (WBC, WBA, WBC, WBA), ezek mellett a NABF és NABO észak-amerikai szervezetek bajnoki címét is megszerezte egy-egy alkalommal. Az Európa bajnoki címet (EBU) egyszer szerezte meg, melyet az első WBA interkontinentális címmel egyesített. Világbajnok pedig kettő alkalommal volt (WBO, WBA/IBF/WBO/IBO/RING).
A The Ring magazin és az internetes szaklapok (Fightnews, Boxrec) is őt tartották visszavonulásáig az egyik legjobb nehézsúlyú bokszolónak.